# Mirosław Ryba
Mirosław Stanisław Ryba (ur. 13 listopada 1948 w Łodzi, zm. 5 lutego 2015 w Warszawie) – profesor, polski lekarz, anestezjolog, syn Mariana Ryby, generała brygady Wojska Polskiego.

## Życiorys
W 1972 ukończył studia medyczne na Akademii Medycznej w Warszawie i rozpoczął w 1975 pracę w Centrum Medycyny Doświadczalnej i Klinicznej Polskiej Akademii Nauk w Warszawie (obecnie Instytucie Medycyny Doświadczalnej i Klinicznej im. M. Mossakowskiego Polskiej Akademii Nauk). Stopień dr nauk przyrodniczych uzyskał w 1977, a w 1989 stopień doktora habilitowanego. Posiadał specjalizację z neurofizjologii (1977), anestezjologii i reanimacji (1983). Poza zainteresowaniami medycznymi interesował się fizyką, genetyką i ochroną przyrody. Był członkiem władz Polskiego Związku Łowieckiego, członkiem The New York Academy of Sciences (od 1996), Europejskiego Towarzystwa Klinicznej Fizjologii Oddychania (od 1990) i Polskiego Towarzystwa Neurochirurgów (1995).
Głównym Jego działaniem zawodowym była medycyna. Z tego zakresu opublikował ponad 150 prac na podstawie własnych badań i zespołów naukowych, którymi kierował. Jest współautorem wielu technik medycznych i chirurgicznych, które obecnie są powszechnie stosowane.
Od dzieciństwa miał szczególne zainteresowania przyrodnicze. W 2006 utworzył Polską Fundację Odtworzenia Tura, wcześniej, w trakcie działań zawodowych, wiele pracował ze zwierzętami. Przeprowadzał szereg ważnych doświadczeń, m.in. opracował model krwotoku podpajęczynówkowego u szczurów. Istotnie wspierał badania i opiekę medyczną nad zwierzętami w Miejskim Ogrodzie Zoologicznym w Warszawie, zdarzało się, że osobiście brał udział w trudnych zabiegach chirurgicznych na cennych zwierzętach.
Po wypadku, kiedy musiał wycofać się z życia zawodowego, zajął się działaniami związanymi z odtworzeniem tura. Zaprosił do współpracy wielu wybitnych naukowców z różnych dyscyplin z kraju i zagranicy. Przez szereg lat ściśle współpracował z prof. Ryszardem Słomskim z Katedry Biochemii i Biotechnologii Uniwersytetu Przyrodniczego w Poznaniu, jak również z prof. Zdzisławem Smorągiem z Instytutu Zootechniki – Państwowego Instytutu Badawczego w Balicach, prof. Jackiem Modlińskim z Instytutu Genetyki i Hodowli Zwierząt PAN w Jastrzębcu i lek. wet. Alexandrem hr. Dzieduszyckim z Warszawy. W 2010 współorganizował First International Conference on the Restoration of Endangered and Extinct Animals w Jastrzębcu koło Warszawy.
Równocześnie z badaniami genetycznymi realizował inne cele Fundacji, takie jak popularyzowanie wiedzy o turze, wspieranie zrównoważonego rozwoju polskiej przyrody, kompletowanie szkieletu tura, gdyż dotychczas są jedynie trzy na świecie i to nie całkiem kompletne. W ramach tych działań wydał wraz z prof. Ryszardem Słomskim oraz lekarzem weterynarii Alexandrem Dzieduszyckim książkę w języku polskim i angielskim, zatytułowaną „Czy tur powróci do polskich lasów” (2008) i odpowiednio „Will an Aurochs come back to Polish forests” (2010), opisującą historię, warunki życia i inne szczegóły dotyczące tura.